# Sylvia Wieland
Sylvia Wieland (* 1963 in Ravensburg) ist eine deutsche Opernsängerin (Sopran) und Schauspielerin.

## Leben
Sylvia Wieland wuchs in Ravensburg auf. Von 1985 bis 1990 absolvierte sie ihr Gesangsstudium an der Hochschule für Musik in München. Ein Fortbildungs- und Meisterklassenstudium folgte. Im Zuge ihrer weiteren Ausbildung nahm sie 1992 am Meisterkurs der Münchner Singschul bei der Kammersängerin Astrid Varnay teil. Über die Theaterstationen Passau und Altenburg/Gera gelangte sie 1998 zum Schleswig-Holsteinischen Landestheater nach Flensburg, schwerpunktmäßig als Opernsängerin und Operettendiva.
Am Landestheater in Flensburg war sie in vielen Rollen zu sehen: in der Operetta als Gräfin Mariza, als Lustige Witwe, Csárdásfürstin, Rößlwirtin und Giuditta, in der Oper als Gräfin in Figaros Hochzeit,  Fiordiligi in Così fan tutte, Herzogin in Busonis Doktor Faust und fremde Fürstin in Rusalka.
Neben ihrer Arbeit am Theater ist Sylvia Wieland auch mit eigenen Stücken unterwegs. 2005 entstand, zusammen mit Rita Gäbler und Raimund Heusch, für das Schifffahrtsmuseum Flensburg Davon geht das Schiff nicht unter – eine musikalische Kreuz- und Querfahrt in zwei Akten. Liebe, Leben, Lovetoys! heißt das Stück von Sylvia Wieland und Rita Gäbler, das im Hause Orion 2009 seine Premiere hatte. Das Stück entstand auf Anregung des Fjord-Tourismus Flensburg und wurde von der Firma Orion gesponsert und lief an der Niederdeutschen Bühne in Flensburg und vielen Kleinkunstbühnen im Norden.
Seit dem Herbst 2010 ist Sylvia Wieland freiberuflich tätig. Sie gibt Konzerte, tritt mit den eigenen Stücken auf und ist als Sängerin auf der Hapag-Lloyd-Flotte weltweit unterwegs.
2012 absolvierte sie eine zusätzliche Ausbildung zur Märchenerzählerin und ist seit 2018 an der Schule Ramsharde in Flensburg als Singezeitlehrerin tätig.
In der städtischen Musikschule Flensburg leitet sie den Singkreis für Erwachsene und „Singen macht Spaß“ für Kinder ab 6 Jahren.
2019 wurde ihr Soloabend 1001 erotische Nacht ein Märchenabend nur für Erwachsene in der NDB Flensburg uraufgeführt.
Sie tritt mit den Salonquintett „Flensburger Sahneschnittchen“ mit einem Tonfilmschlagerprogramm auf.